# Николај Шчорс
Николај Александрович Шчорс (рус. Никола́й Алекса́ндрович Щорс; 25. мај/6. јун 1895 — 30. август 1919) био је официр Руске царске војске и командант украјинских побуњеничких снага за време Првог светског рата, начелник дивизије Црвене армије за време Грађанског рата у Русији, члан Комунистичке партије од јесени 1918. (до тада је био близак левим есерима).

## Биографија

### Младост
Родио се и одрастао у Сновску у Великошчимелској парохији Городњанског округа Черниговске губерније (од 1924. град Сновск, сада центар рајона, град Шчорс Черниговске области, Украјина) у многодетној породици железничарског радника с много деце.
Јула 1914. завршио је војно-болничарску школу у Кијеву.

### Први светски рат
Руско царство ступило је 1. августа 1914. у Први светски рат, а Николај је именован на дужност војног болничара артиљеријског пука с правима војног добровољца. Током 1914. и 1915. учествовао у борбеним дејствима на Северозападном фронту.
Крајем октобра 1915. године двадесетогодишњи Шчорс одређен је на активну војну службу и преведен у редова у резервном батаљону. Јануара 1916. упућен је на четворомесечни убрзани курс Војне школе у Вилњусу, која је била премештена у Полтаву. Затим је у чину заставника служио на дужности млађег официра чете у 335. Анапском пешадијском пуку 84. пешадијске дивизије, која је дејствовала на Југозападном и Румунском фронту. Априла 1917. године добио је чин потпоручника (старешинстово од 1. фебруара 1917).
На војној Николај се разболео од отворене форме туберкулозе, те је у мају 1917. упућен на лечење у Симферопољ, у војну болницу. Тамо се, присуствујући митинзима војника резервног пука, прикључио револуционарном покрету.
После Октобарске револуције, 30. децембра 1917, Шчорс је ослобођен војне службе због болести, те се вратио у родно место, у Сновск.

### Грађански рат
Марта 1918. године, када је немачка војска окупирала Черниговску губернију, Шчорс се с групом другова повукао из Сновска у Семеновку. Тамо је руководио обједињеним побученичким партизанским одредом Новозипковског округа, учествујући марта-априла 1918. у борбама с окупаторима у близини Злинке, Клинаца.
Под притиском јачих снага противника партизански одред повукао се на територију Совјетске Русије и почетком маја 1918. предао се руским властима. Шчорс се упутио у Самару, а затим у Москву. Прихватио је учешће у револуционарном покрету, упознао се са лидерима бољшевика и левих есера.

## Истраживања о смрти
Званична верзија да је Шчорс погинуо у борби од зрна петљуровског митраљесца, критикована је почев од 60-их година, које је обележило „Хрушчовљево отопљавање“.
Истраживачи су у почетку за убиство команданта оптужили Ивана Дубова, који је током Грађанског рата био заменик Николаја Шчорса у 44. дивизије.

## Породица
- Жена — Фрума Ефимовна Ростова-Шчорс
- Ћерка — Валентина Николаевна Шчорс, удата за теоријског физичара И. М. Халатникова.